# Seznam antropogenních jezer v Česku
Seznam antropogenních jezer v Česku zahrnuje člověkem vybudovaná tj. antropogenní jezera v České republice. Tento seznam nezahrnuje rybníky a přehradní nádrže, které jsou vzhledem k jejich velkému počtu uvedené v samostatných seznamech.

## Podle rozlohy
| jezero                                     | rozloha [ha] | hloubka [m] | nadm. výška [m n. m.] | typ                 | řeka (povodí) | okres             | lokalizace                       |
| ------------------------------------------ | ------------ | ----------- | --------------------- | ------------------- | ------------- | ----------------- | -------------------------------- |
| Medard                                     | 493,44       | 50          | 400,0                 | rekultivační jezero | Ohře          | Sokolov           | 50°10′46″ s. š., 12°35′45″ v. d. |
| Mostecké jezero                            | 311,1        | 75,0        | 199,0                 | rekultivační jezero | Bílina        | Most              | 50°32′13″ s. š., 13°38′40″ v. d. |
| Milada                                     | 252,2        | 24,7        | 145,7                 | rekultivační jezero | Bílina        | Ústí nad Labem    | 50°39′13″ s. š., 13°56′40″ v. d. |
| Hlučínské jezero                           | 131,5        | 4           | 240                   | štěrkovna           | Opava         | Opava             | 49°53′34″ s. š., 18°9′44″ v. d.  |
| Cep                                        | 126,09       | ?           | ?                     | pískovna            | Lužnice       | Jindřichův Hradec | 48°56′23″ s. š., 14°52′54″ v. d. |
| Vlkovská pískovna                          | 100          | ?           | ?                     | pískovna            | Lužnice       | Tábor             | 49°10′15″ s. š., 14°42′41″ v. d. |
| Žernosecké jezero                          | 90           | ?           | ?                     | pískovna            | Labe          | Litoměřice        | 50°31′30″ s. š., 14°4′ v. d.     |
| Chomoutovské jezero                        | 71,9         | ?           | ?                     | pískovna            | Morava        | Olomouc           | 49°39′12″ s. š., 17°14′28″ v. d. |
| Barbora                                    | 62,7         | 60          | 262                   | rekultivační jezero | Bouřlivec     | Teplice           | 50°38′36″ s. š., 13°45′1″ v. d.  |
| Jezera Štít                                | 62           | 6           | 210                   | pískovna            | Cidlina       | Hradec Králové    | 50°6′51″ s. š., 15°27′27″ v. d.  |
| Matylda                                    | 38,7         | 4           | ?                     | rekultivační jezero | Bílina        | Most              | 50°31′33″ s. š., 13°36′45″ v. d. |
| Michal                                     | 29           | 5,6         | 452                   | rekultivační jezero | Ohře          | Sokolov           | 50°9′53″ s. š., 12°40′52″ v. d.  |
| Lhota                                      | 25           | 7           | 172                   | pískovna            | Labe          | Praha-východ      | 50°14′36″ s. š., 14°40′8″ v. d.  |
| Kamencové jezero                           | 16,3         | 33          | 337                   | břidlicový lom      | Bílina        | Chomutov          | 50°28′21″ s. š., 13°25′31″ v. d. |
| Kristýna                                   | 14           | 28          | ?                     | lignitový důl       | Lužická Nisa  | Liberec           | 50°51′36″ s. š., 14°49′29″ v. d. |
| Vrbenský                                   | 8            | 8           | ?                     | rekultivační jezero | Bílina        | Most              | 50°31′53″ s. š., 13°36′10″ v. d. |
| Benedikt                                   | 4,7          | ?           | ?                     | rekultivační jezero | Srpina        | Most              | 50°29′31″ s. š., 13°40′3″ v. d.  |
| Hromnické jezírko                          | 2            | 18          | 400                   | břidlicový lom      | Třemošná      | Plzeň-sever       | 49°51′1″ s. š., 13°26′41″ v. d.  |
| Labutí jezírko u gotického kostela v Mostě | 1,83         | ?           | ?                     | rekultivační jezero | Bílina        | Most              | 50°31′4″ s. š., 13°38′45″ v. d.  |

## Nezařazené zatopené prostory po těžbě
Zde jsou uvedené propadliny vzniklé poddolováním, zatopené lomy, rekultivační plochy po povrchové těžbě
- Zelené jezírko
- Jezírko na Hřebenech
- Jezírko (též Prokopské jezírko nebo Hlubočepské jezírko)
- Jiří-Družba

Zde jsou zvlášť uvedené zatopené pískovny a štěrkovny
- Jezero Mělice (Polabí)
- Sadská (Polabí)
- Račický kanál (Polabí)
- Cucovna (Polabí)
- Mohelnické jezero (Litovelské Pomoraví)
- Moravičanské jezero (Litovelské Pomoraví)
- Náklo (Litovelské Pomoraví)
- Bázlerova pískovna (Litovelské Pomoraví)

## Jiné umělé vodní nádrže
Zde jsou uvedené jiné vypustitelné vodní nádrže označované jako jezera, nepatřící mezi rybníky a přehradní nádrže
- bývalé splavovací nádrže na splavování dřeva
  - Boubínské jezírko
  - Jelení jezírko
  - Žďárecké jezírko
- bývalé meliorační nádrže na meliorace
  - Cábské jezero